# Asghar Ebrahimi
Asghar Ebrahimi Farbod Kamachali (* 1. April 1982 in Rascht; persisch اصغر ابراهیمی فربد کماچالی) ist ein iranischer Gewichtheber und Teilnehmer an den Olympischen Sommerspielen 2008 in Peking.
Er nahm auch an den Olympischen Spielen 2004 in Athen teil.
Asghar Ebrahimi ist zweifacher Goldmedaillen- und einmaliger Bronzemedaillengewinner bei den FILA-Asienmeisterschaften.